# Георг Фридрих фон Грайфенклау
Георг Фридрих фон Грайфенклау цу Фолрадс (на немски: Georg Friedrich von Greiffenclau cu Volrads; Georg Friedrich von Greiffenklau; * 8 септември 1573, дворец Фолрадс, Рейнгау; † 6 юли 1629, Майнц) е княжески епископ на Вормс (1616 – 1629) и курфюрст-архиепископ на Курфюрство Майнц (1626 – 1629) и ерцканцлер на Свещената Римска империя. Той участва в множество процеси против вещиците.

## Биография
Той е най-големият син на благородника Дитрих фон Грайфенклау цу Фолрадс (* 17 октомври 1549; † 28 юли 1614) от Рейнгау в днешен Хесен, и съпругата му Аполония фон Райфенберг (* 1553; † 11 юли 1601), дъщеря на Куно фон Райфенберг († 1586), господар на Велтерсбург-Хорххайм, и Мария фон Мудерсбах († 1565).
Той следва в Pontificium Collegium Germanicum et Hungaricum de Urbe (Germanicum) в Рим, след това е на дипломатическа служба и чиновник в Курфюрство Майнц.
Георг Фридрих фон Грайфенклау е избран на 15 септември 1616 г. за епископ на Вормс и на 20 октомври 1626 г. за архиепископ на Майнц.
Той е Баща на реституционния едикт, който влияе на Тридесетгодишната война. През 1627 г. той разширява замъка Мартинсбург със строеж на дворец в стил Ренесанс.
При курфюрст Георг Фридрих фон Грайфенклау има от 1626 до 1629 г. в манастира 768 екзекуции на набедени вещици. Неговият гроб е в катедралата на Майнц.
Той е чичо на Лотар Франц фон Шьонборн († 1729), княжески епископ на Бамберг (1693 – 1729), курфюрст и архиепископ на Курфюрство Майнц (1695 – 1729), ерцканцлер за Германия.

## Галерия
- Герб на фамилията Грайфенклау
- Герб на фамилията Грайфенклау фон Фолрадс (ок. 1600)